# Adolf Guggenbühl
Adolf Guggenbühl (* 21. Juni 1896 in Zürich; † 21. Januar 1971 in Olten; heimatberechtigt in Zürich und Uetikon am See) war ein Schweizer Publizist und Verleger.

## Leben
Adolf Guggenbühl studierte an den Universitäten Zürich, Bern, Berlin und Montpellier. 1920 promovierte er an der Rechts- und Wirtschaftswissenschaftlichen Fakultät der Universität Bern zum Dr. rer. pol. Er war in England und in den USA tätig.
1925 gründete er in Zürich mit seiner Frau und seinem Schwager Fortunat Huber die Zeitschrift und den Verlag Schweizer Spiegel. Als Redaktor dieses auf spezifisch Schweizerisches ausgerichteten Organs engagierte er sich als Propagandist einer Schweiz mit politischer und kultureller Eigenständigkeit. Die Zeitschrift trat im Zweiten Weltkrieg als konservative Vertreterin der Geistigen Landesverteidigung in Erscheinung. Guggenbühls Aufsätze erschienen im Schweizer Spiegel Verlag auch gesammelt unter Titeln wie Zerfall und Erneuerung der Gemeinschaften (1936), Vom Segen der Familie (1941), Glückliche Schweiz (1949) oder Kein einfach Volk der Hirten (1956).
1938 gründete er zusammen mit Eugen Dieth den Bund Schwyzertütsch (heute Mundartforum). Daneben war Guggenbühl Verfasser diverser Bücher zur Schweizer Geschichte und Kultur sowie Herausgeber verschiedener Sammlungen schweizerdeutscher Lyrik, eines Wörterbuchs für das Zürichdeutsch und eines Buches für Schweizer Benimmregeln (Der schweizerische Knigge: Ein Brevier für zeitgemässe Umgangsformen).
In der Romantetralogie Alles in Allem von Kurt Guggenheim erscheint Guggenbühl in der Figur des Walter Abt, der zusammen mit Reto Arquint, der Verkörperung von Fortunat Huber, die Zeitschrift «Wir» gründet und leitet.
Adolf Guggenbühl war der Grossvater des Psychologen Allan Guggenbühl.

## Werke (Auswahl)
- Die Lohn- und Arbeitsverhältnisse der Arbeiter im Dienste der schweizerischen Stadtgemeinden. Haupt, Bern 1920 (Dissertation, Universität Bern, 1920)
- Zerfall und Erneuerung der Gemeinschaften. Schweizer Spiegel, Zürich 1936.
- Schwyzer Meie: Die schönsten schweizerdeutschen Gedichte. Schweizer Spiegel, Zürich 1938.
- Der schweizerische Knigge: Ein Brevier für zeitgemässe Umgangsformen. Schweizer Spiegel, Zürich 1947.
- Heile, heile, Säge: Alte Schweizer Kinderreime. Schweizer Spiegel, Zürich 1947.
- Die Schweiz – Land und Leute: Geographie, Bevölkerung, Verfassung, Wirtschaft, Geschichte, Militär, Kultur. Schweizer Spiegel, Zürich 1951.
- Uf guet Züritüütsch. Schweizer Spiegel, Zürich 1953.
- S’Chindli bättet: Schweizerdeutsche Kindergebete. Schweizer Spiegel, Zürich 1956.
- Die Schweizer sind anders: Die Erhaltung der Eigenart, eine Frage der nationalen Existenz. Schweizer Spiegel, Zürich 1967.

- Hrsg. zusammen mit Georg Thürer: Schwyzer Meie. Die schönsten schweizerdeutschen Gedichte. Schweizer Spiegel, Zürich 1938.